# 第49回世界卓球選手権団体戦
第49回世界卓球選手権団体戦（だい49かいせかいたっきゅうせんしゅけんだんたいせん）は、2008年2月24日から3月2日まで中国の広州の広州体育館で開催された。男子は中国が4連覇、女子は中国が8連覇を達成した。また、アジア勢が男女とも4強を占めた。

## 結果

### 男子
| 順位 | チーム               | 主な出場選手 |
| ---- | -------------------- | --- |
| 1    | 中国                 | 王皓（1位）、馬琳（2位）、王励勤（3位）、馬龍（4位）、陳玘（7位）、（監督）劉国梁                                                               |
| 2    | 韓国                 | 柳承敏（8位）、朱世赫（12位）、李廷祐（39位）、金延勲、李鎮権                                                                                   |
| 3    | 香港                 | 李静（11位）、唐鵬（27位）、張鈺（31位）、高礼澤、梁柱恩                                                                                        |
| 3    | 日本                 | 韓陽（17位）、水谷隼（29位）、吉田海偉（52位）、岸川聖也（64位）、大矢英俊（169位）                                                             |
| 5    | チェコ               | ピーター・コルベル、ヨーゼフ・シモンチク、ヤンカリク                                                                                            |
| 6    | チャイニーズタイペイ | 荘智淵（14位）, 蔣澎龍（36位）、呉志棋（87位）、張雁書、江宏傑                                                                                  |
| 7    | ドイツ               | ドミトリ・オフチャロフ（15位）、バスティアン・シュテガー（33位）、クリスティアン・ズース（37位）、パトリック・バウム（129位）、ヨルグ・ロスコフ |
| 8    | ルーマニア           | アドリアン・クリシャン、アンドレイ・フィリモン、コンスタンティン・チオティ、                                                                    |
| 9    | オーストリア         | ヴェルナー・シュラガー（18位）、陳衛星、ロベルト・ガルドシュ、ダニエル・ハベソーン                                                              |
| 10   | シンガポール         | ガオ・ニン（10位）、ヤン・ツー（23位）、パン・シュエジエ                                                                                        |
| 11   | デンマーク           | マイケル・メイス、フィン・ツグウェル |
| 12   | ロシア               | アレクセイ・スミルノフ（22位）、ドミトリ・マズノフ（73位）、フェドル・クズミン（76位）                                                          |
| 13   | ポーランド           | |
| 14   | ベラルーシ           | ブラディミル・サムソノフ（6位） |
| 15   | スペイン             | |
| 16   | イタリア             | |
| 17   | スウェーデン         | ヨルゲン・パーソン（24位） |
| 18   | ハンガリー           | |
| 19   | セルビア             | |
| 20   | クロアチア           | ゾラン・プリモラッツ（24位） |
| 21   | スロバキア           | |
| 22   | フランス             | |
| 23   | ギリシャ             | カリニコス・クレアンガ（16位） |
| 24   | ベルギー             | ジャン＝ミッシェル・セイブ（20位） |

| 予選 | 1位  | 2位                  | 3位          | 4位          | 5位        | 6位        |
| ---- | ---- | -------------------- | ------------ | ------------ | ---------- | ---------- |
| A組  | 中国 | ルーマニア           | オーストリア | イタリア     | クロアチア | ベルギー   |
| B組  | 韓国 | チャイニーズタイペイ | チェコ       | スウェーデン | ハンガリー | ポーランド |
| C組  | 日本 | ドイツ               | ロシア       | セルビア     | スロバキア | フランス   |
| D組  | 香港 | シンガポール         | デンマーク   | ベラルーシ   | スペイン   | ギリシャ   |

（）内は2008年2月の世界ランキング

### 女子
| 順位 | チーム               | 主な出場選手 |
| ---- | -------------------- | --- |
| 1    | 中国                 | 張怡寧（1位）、郭躍（3位）、王楠（4位）、李暁霞、丁寧                                                                                       |
| 2    | シンガポール         | 王越古（6位）、リ・ジャウェイ（8位）、馮天薇（28位）、スン・ベイベイ                                                                        |
| 3    | 香港                 | 姜華君（7位）、帖雅娜（10位）、林菱（11位）、柳絮飛、張瑞                                                                                   |
| 3    | 日本                 | 福原愛（9位）、平野早矢香（19位）、福岡春菜（23位）、藤井寛子（45位）、石川佳純（143位）                                                    |
| 5    | ハンガリー           | クリスティナ・トート（34位）、ゲオルギナ・ポータ（46位）、ペトラ・ロバス（75位）                                                            |
| 6    | オーストリア         | リュウ・ジャ（16位）、李嬙冰（71位）、ベロニカ・ハイネ（181位）、マルティナ・ペッツナー                                                     |
| 7    | オランダ             | リ・ジャオ（14位）、リ・ジエ（52位）、エレナ・チミナ（128位）、カーラ・ノウウェン、リンダ・クリーマーズ                                     |
| 8    | ルーマニア           | ダニエラ・ドデアン（40位）、エリザベータ・サマラ（83位）、クリスティナ・アリナ・ヒリチ（328位）、アンドレア・ドスピナ、ゲオルギアナ・ネクラ |
| 9    | ドイツ               | 呉佳多、エルケ・ボージク、アメリー・ソルヤ                                                                                                  |
| 10   | クロアチア           | タマラ・ボロシュ、コルネリア・バイダ、アンドレア・バクラ                                                                                    |
| 11   | 韓国                 | 唐汭序、李恩姫（31位）、文炫晶（61位）、郭芳芳                                                                                              |
| 12   | アメリカ合衆国       | 高軍（20位）、王晨（30位）、李楠（35位） |
| 13   | 北朝鮮               | |
| 14   | イタリア             | |
| 15   | チャイニーズタイペイ | |
| 16   | ロシア               | |
| 17   | ベラルーシ           | |
| 18   | フランス             | |
| 19   | スペイン             | |
| 20   | ポーランド           | |
| 21   | チェコ               | |
| 22   | スウェーデン         | |
| 23   | ウクライナ           | |
| 24   | タイ                 | |

| 予選 | 1位          | 2位            | 3位          | 4位                  | 5位        | 6位          |
| ---- | ------------ | -------------- | ------------ | -------------------- | ---------- | ------------ |
| A組  | 中国         | アメリカ合衆国 | クロアチア   | ロシア               | 北朝鮮     | スウェーデン |
| B組  | シンガポール | ハンガリー     | ルーマニア   | チャイニーズタイペイ | ウクライナ | ポーランド   |
| C組  | 香港         | ドイツ         | オーストリア | ベラルーシ           | タイ       | スペイン     |
| D組  | 日本         | 韓国           | オランダ     | イタリア             | フランス   | チェコ       |

（）内は2008年2月の世界ランキング

## 日本選手団の戦績
この大会で、日本は男女ともに3位に入り銅メダルを獲得している。男女ともに団体でメダルを獲得するのは1979年の平壌大会以来29年ぶりの快挙となった。特に男子は前回のブレーメン大会での14位から躍進した。
広州で行われた団体戦は時差が日本と少ないこともあり多くの試合がテレビ東京系列でテレビ中継され、高い視聴率を取った。個人戦では振るわなかった女子も団体戦では激戦となった韓国戦を逆転で勝利して予選リーグを1位抜けするなど健闘を見せたが、男女共に3位に終わり準決勝という壁を感じることになった。

## 日本での放送
テレビ東京で放送された。キャスターに石原良純、大橋未歩、解説に松下浩二、岸田聡子、実況に植草朋樹、斉藤一也、現地レポートに大竹佐知が起用された。また槇原敬之の『Dance with me』が番組テーマ曲として使用された。